# Uleomyces wellmanii
Uleomyces wellmanii är en svampart som beskrevs av Jenkins & Limber 1952. Uleomyces wellmanii ingår i släktet Uleomyces och familjen Cookellaceae.   Inga underarter finns listade i Catalogue of Life.